# Véhicule électrique en Espagne

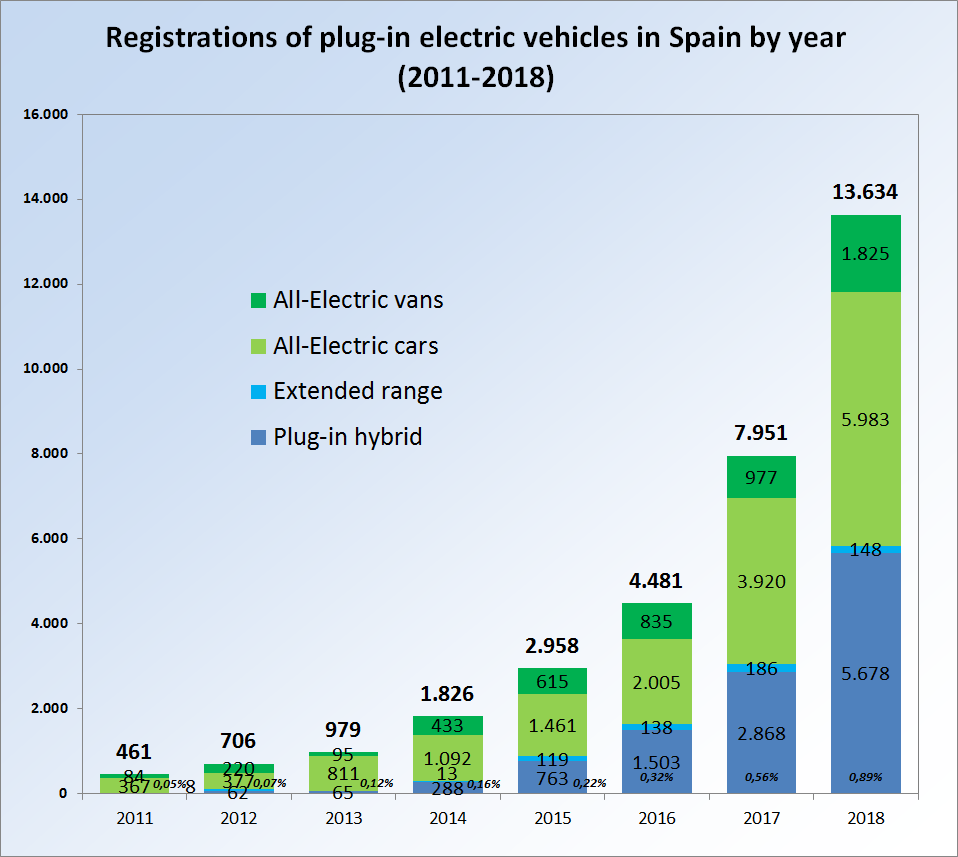
Immatriculations de véhicules électriques rechargeables en Espagne par année de 2010 à 2017.

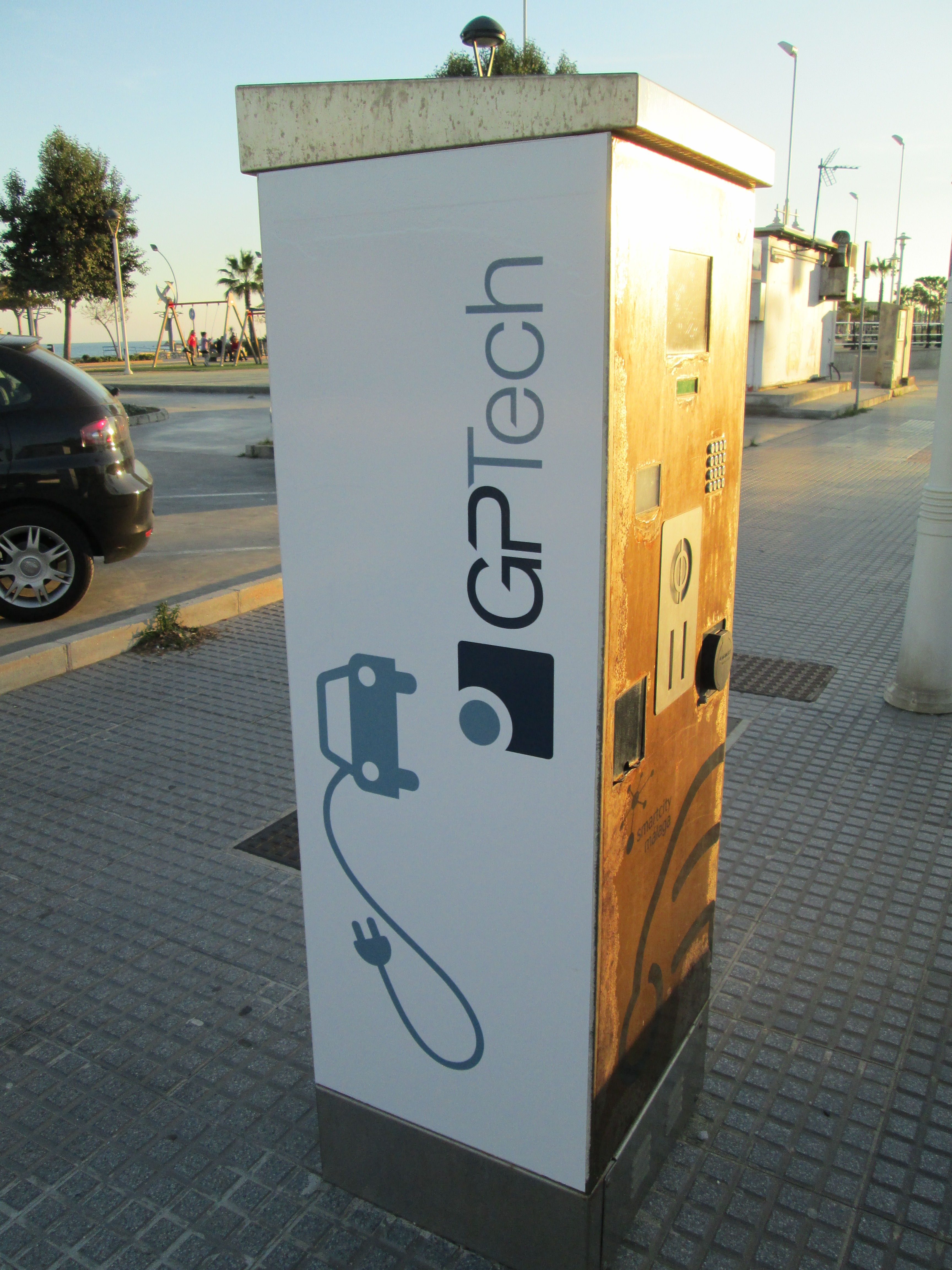
Borne de recharge électrique à Malaga en Espagne en 2014.

Le véhicule électrique en Espagne ne s'est développé qu'avec quelques années de retard sur les grands marchés européens. La part de l'Espagne dans le marché européen de la voiture 100 % électrique n'est que de 2,7 % en 2022, loin derrière l'Allemagne (41,9 %) et la France (18,1 %).
Dans son « projet stratégique de relance et de transformation économique » de décembre 2021, le gouvernement espagnol prévoit des appels à projets pour le développement de prototypes de véhicules fonctionnant à l’hydrogène et pour des projets pilotes dont certains dédiés à la mobilité électrique ; il prévoit également de mettre en service 100 000 points de recharge d'ici 2023.

## Immatriculations
En 2024, la part de marché des voitures 100 % électriques recule à 5,4 % contre 5,6 % en 2023, bien que les ventes en volume progressent de 4 %. Celle des hybrides rechargeables recule à 4,9 %. Les hybrides dominent à 32,3 %.
En 2023, 51 614 véhicules 100 % électriques ont été immatriculés en Espagne, en hausse de 69 %. Ils représentent 5,44 % des immatriculations. En y ajoutant les hybrides rechargeables, ce taux atteint 12 %.
En 2022, 30 545 voitures 100 % électriques ont été immatriculées en Espagne, contre 23 689 voitures en 2021, soit +28,9 %, ainsi que 47 788 voitures hybrides rechargeables (43 227 voitures en 2021), soit +10,6 %. L'Espagne est en 2022 le neuvième marché de l'Union européenne pour la voiture 100 % électrique avec 2,7 % du total des ventes, loin derrière l'Allemagne (471 394 ventes, soit 41,9 %) et la France (203 122 ventes, soit 18,1 %).

## Politique de soutien
Le gouvernement espagnol lance en décembre 2021 son « projet stratégique de relance et de transformation économique » (« Perte ») de 6,9 milliards €, espérant attirer près de 9,5 milliards € d’investissements du secteur privé. Plusieurs appels à projets vont être successivement lancés. Doté de 250 millions €, le premier inclut le développement de prototypes de véhicules fonctionnant à l’hydrogène. Le troisième (100 millions €) soutient des projets pilotes dont certains dédiés à la mobilité électrique. Le groupe Volkswagen propose un projet de 7 milliards € comprenant la construction d'une usine de batteries d'une capacité annuelle de production de 40 GWh, installée à Sagunto, dans la région de Valence, qui emploierait 3 000 personnes. L’État a décidé également de mettre en service 100 000 points de recharge d'ici 2023.
Le plan « Moves » permet aux acheteurs espagnols de recevoir jusqu'à 7 000 € pour un véhicule 100 % électrique et jusqu'à 5 000 € pour un hybride rechargeable, pour les véhicules dont les prix ne dépassent pas 45 000 € avant TVA. S'y ajoutent 1 000 € de remise appliqués par les marques et 10 % de rabais pour les personnes à mobilité réduite, les taxis et VTC ou pour les personnes vivant dans des villes de moins de 5 000 habitants. Ces réductions s'étendent aux véhicules d'occasion et semi-neufs et sont en vigueur jusqu'à juillet 2024.